# Satranův mlýn
Satranův mlýn (Válcový mlýn Vojtěcha Satrana) ve Vepřeku u Nové Vsi v okrese Mělník je vodní mlýn, který stojí na levém břehu Bakovského potoka. Od roku 2011 je chráněn jako nemovitá kulturní památka České republiky; předmětem památkové ochrany je obytné stavení čp. 19, mlýnice se strojovnou, sýpka, hospodářské budovy, ohrazení s branou, technické vybavení mlýna a pozemky vymezeného areálu.

## Historie
Mlýn pocházející pravděpodobně ze 14. století vlastnila pražská kapitula. K jeho poškození došlo během třicetileté války, po jejím skončení byly položeny základy nové mlýnice. Kolem roku 1816 jej majitel přestavěl v dochovaném rozsahu.
V 50. letech 19. století vznikla jižně od něj trať Státní severozápadní dráhy, která jej oddělila od obce. V letech 1904–1907 došlo k přestavbě obytné budovy v eklektickém duchu; v téže době bylo modernizováno i technické vybavení mlýna. Poslední úpravy proběhly ve 20. letech 20. století, kdy byla k mlýnici přistavěna turbínová strojovna.
Během druhé poloviny 20. století opuštěný mlýn chátral a došlo ke zřícení většiny střech. Po roce 2010 noví vlastníci mlýn opravili i s historickými technologiemi a zpřístupnili jej.

## Popis
Vlastní areál mlýna je složen ze čtyř budov, které uzavírají nepravidelný dvůr. Na severní straně stojí obytné stavení s přístavbou, k němu je kolmo napojena mlýnice se strojovnou. Na východní straně je budova sýpky a na jižní straně další hospodářské budovy. Do dvora se vjíždí branou od východu, celý areál uzavírá zděná ohradní zeď. Předbělohorské stáří objektu dokládají dochované pozdně gotické kamenické články a druhotně umístěná renesanční mříž.
Voda na vodní kolo vedla náhonem od severozápadu. V roce 1930 byly ve mlýně 3 Francisovy turbíny (spád 5/5/5 m, výkon 18,5/11/6 HP).